# Proklamasi
Proklamasi is een bestuurslaag in het regentschap Pematang Siantar van de provincie Noord-Sumatra, Indonesië. Proklamasi telt 1529 inwoners (volkstelling 2010).